# Drąsius Kedys
Drąsius Kedys (Kaunas, Litvánia, 1972. szeptember 4. – Kaunas-víztározó mellett, 2010. április 18.) litván szőrmekereskedő üzletember, aki 2009. október 5-én lelőtte azt a pedofilt, aki a lányát zaklatta. Kedyst az Interpol is körözte. Tettéért az internetes közösségek hősnek tartják, bár nemzetközi nyilvánosságot nem kapott az eset. 2010. április 18-án szülővárosától 30 kilométerre találták meg a holttestét.
Kedys lánya, Deimante, aki anyjával (Kedys exbarátnőjével) él, négyéves volt, amikor elmondta édesapjának, hogy három férfi rendszeresen fajtalankodik vele. A három pedofilból kettőt sikerült azonosítani: Jonas Furmanavičius bíró, Andrius Ūsas politikus, a harmadik, egy Aidas nevű még ismeretlen. A kislányt anyja, Laima Stankūnaitė és annak nővére, Violeta Naruševičienė prostituálta pénzért.
Kedys megtette a feljelentést, és bár tíz pszichológus is megállapította, hogy a gyermek igazat mond, az elkövetőket nem ítélték el. Ezért Kedys október 5-én reggel 8:30-kor lelőtte a kocsijából épp kiszálló Furmanavičiust, és még ugyanazon a napon 10:30 és 11:30 közt Naruševičienė-t is. Tettéért menekülni kényszerült, ám alig egy évvel később holtan találták. A halál oka hivatalosan: hányás okozta fulladás erősen ittas állapotban.
Facebook-oldalán jelenleg több mint 45 ezer rajongója van.